# Feuilletage
Pour les articles homonymes, voir Feuilletage (homonymie).
En mathématiques, et plus précisément en géométrie différentielle, on dit qu'une variété est feuilletée, ou munie d'un feuilletage, si elle se décompose en sous-variétés de même dimension, appelées feuilles, qui localement, s'empilent comme les sous-espaces ℝn × ℝm-n.

## Définition
Formellement, un feuilletage sur {\displaystyle M} est un atlas feuilleté, autrement dit une famille de cartes locales {\displaystyle (U,f_{U})}, où {\displaystyle f_{U}:U\rightarrow \mathbb {R} ^{k}\times \mathbb {R} ^{n-k}}, et les changements de carte préservent cette décomposition : pour tout {\displaystyle a}, {\displaystyle f_{U}\circ f_{V}^{-1}(\mathbb {R} ^{k}\times \{a\})=\mathbb {R} ^{k}\times {b(a)}}.

Schéma de changement de carte feuilletée.

Quand une variété est feuilletée, dans chaque ouvert de carte, on appelle « feuille locale » d'un point {\displaystyle x} l'ensemble des {\displaystyle f_{U}^{-1}(\mathbb {R} ^{k}\times {a})} où {\displaystyle f_{U}(x)=(*,a)}. Comme les changements de cartes préservent les feuilles locales, on peut recoller les feuilles locales pour obtenir des feuilles (sous-entendu globales), qui sont des sous-variétés immergées, mais pas nécessairement plongées (elles peuvent être denses).
La régularité des cartes n'a pas été précisée. Il est fréquent de rencontrer en systèmes dynamiques des feuilletages qui sont seulement continus, ou alors hölderien. Cela dit, en général, les feuilles elles-mêmes sont lisses, et c'est la famille des feuilles qui ne l'est pas.

## Exemples

### Fibration
Une fibration est un cas particulier de feuilletage. En général, si on a un feuilletage, on a des sections locales, autrement dit des sous-variétés transverses aux feuilles locales dans un petit ouvert, et qui intersectent chaque feuille locale de cet ouvert. A priori il n'existe cependant pas de section globale, c'est-à-dire de sous variété {\displaystyle \Sigma } de {\displaystyle M} telle que {\displaystyle \Sigma } est transverse à chaque feuille locale (transverse au feuilletage, donc) et coupe chaque feuille.
Une fibration est donc un feuilletage pour lequel il existe une section globale qui coupe chaque feuille exactement une fois.

### Lemme de Frobenius
Considérons un champ de plans dans {\displaystyle M}, autrement dit un sous-fibré vectoriel {\displaystyle E} de {\displaystyle TM}. Si on suppose que pour tout champ de vecteurs {\displaystyle X} et {\displaystyle Y} inclus dans {\displaystyle E}, leur crochet {\displaystyle [X,Y]} est aussi contenu dans {\displaystyle E}, alors le lemme de Frobenius nous assure que l'on peut écrire
{\displaystyle E=T{\mathcal {F}}}
où {\displaystyle {\mathcal {F}}} est un feuilletage de {\displaystyle M}. Si {\displaystyle M} est {\displaystyle C^{r}}, alors {\displaystyle {\mathcal {F}}} est lui aussi {\displaystyle C^{r}}.
Dans le cas où {\displaystyle \mathrm {codim} (E)=1}, donc {\displaystyle E=\ker \alpha }, cette condition dite « d'intégrabilité » se réécrit
{\displaystyle \alpha \wedge \mathrm {d} \alpha =0}.
Ceci est un moyen classique d'obtention de feuilletages, et permet de traduire l'information contenue dans {\displaystyle E} qui est dans l'espace tangent, en une information directement dans {\displaystyle M} donc plus « topologique ».

### Feuilletages dynamiques
En dynamique hyperbolique, on suppose en général que l'on a des décompositions de l'espace tangent invariantes par la dynamique. La question de la régularité de ces décompositions est centrale dans ce domaine. Le théorème qui fonde cette étude est le théorème des variétés stables. Sous certaines hypothèses, il nous assure que ces décompositions sont intégrables au sens du paragraphe précédent, et l'on dispose donc sur la variété de plusieurs feuilletages dynamiques.

## Référence
- Claude Godbillon, Feuilletages : études géométriques, Basel/Boston/Berlin, Birkhäuser Verlag, coll. « Progress in mathematics », 1991, 474 p. (ISBN 3-7643-2638-7)